# Енисей-1200
Енисей-1200 — советский зерноуборочный комбайн, выпускавшийся заводом ОАО «Красноярский завод комбайнов».

## История
12 апреля 1985 года были выпущены первые серийные комбайны "Енисей-1200".

## Описание
Комбайн имеет зерновой бункер с вибропобудителем, электронный тахоспидометр, камнеуловитель, подборщик барабанного типа, систему звуковой и световой сигнализации, обеспечивающую контроль заполнения бункера зерном, неисправностей, забивания шнеков и соломотряса, закрытия копнителя. Оборудован молотильным устройством с двумя бильными барабанами и механизмом облегчённой регулировки их частоты вращения. При оборудовании специальными приспособлениями может быть использован для уборки семенников трав, подсолнечника, зернобобовых и крупяных культур.

Серийно комбайн начал выпускаться с 1985 года, комплектуется дизельным двигателем СМД-22 и Д-440. Первый экземпляр комбайнa выпущен в 1981 году.
На эти комбайны устанавливаются копнители, измельчители и разбрасыватели. При работе с копнителем производит одновременный срез, обмолотку и очистку зерновых культур, сбор соломы и половы. Может использоваться в качестве прокосчика, производить выборочную уборку, а при установке подборщика — убирать хлеб из валков.

## Модификации
«Енисей-1200-1» - однобарабанный молотильный аппарат с автономным домолачивающим устройством.
«Енисей-1200Н» - нечернозёмный. На ведущем мосту установлены колёса от трактора Т-150К, на управляемом мосту – колёса с уширенными шинами. Привод ведущих колес – гидрообъёмный. Мощность двигателя 140 л.с. Предназначен для уборки зерновых культур прямым и раздельным комбайнированием в переувлажнённых зонах.
«Енисей-1200Р» - рисоводческий. Ходовая часть гусеничная. Предназначен для уборки зерновых культур, риса, сои в переувлажнённой зоне. Оборудован молотильным устройством со штифтовым и бильными барабанами.

## Технические характеристики
- Наименование двигателей - СМД-22, Д-440
- Мощность двигателя  — 120—140 л.с.
- Ширина захвата жатки — от 4 до 6 м
- Пропускная способность молотилки — 6 кг/с
- Максимальная скорость:
  - Транспортная — 20 км/ч
  - Рабочая — 7 км/ч
- Объём бункера — 4,5 м3
- Снаряжённая масса: 9700 кг;